# Асен Василев
Вижте пояснителната страница за други личности с името Асен Василев.
Асен Васков Василев е български политик, съпредседател на партия „Продължаваме промяната“, бизнесмен, предприемач и икономист. Заема поста министър на икономиката, енергетиката и туризма в служебното правителство на Марин Райков, министър на финансите в първия служебен кабинет на Стефан Янев, в редовното правителство на Кирил Петков, както и в редовното правителство на Николай Денков. Избиран за народен представител в XLVII народно събрание, XLVIII народно събрание и XLIX народно събрание, L народно събрание и LI народно събрание.

## Детство и образование
Роден е на 9 септември 1977 г. в Хасково. Средното си образование завършва в езиковата гимназия в родния си град. Завършвайки гимназия, Василев печели и „Златаровската награда“ за най-добър випускник. Отличието има и парично изражение, което той връща на училището в знак на признателност. Приет е и впоследствие завършва икономика в Харвардския университет, след това специализира бизнес администрация и право в Стопанския и Юридическия факултет на Харвардския университет.

## Професионална кариера
От 1999 до 2004 г. работи като консултант в „Монитор Груп“ в САЩ, Канада, Европа и Южна Африка. Ръководи проекти за маркетинг и стратегическо развитие на големи международни компании в отраслите на телекомуникациите, енергетиката, минното дело, застраховането и в редица големи производители на потребителски стоки.
Съосновател и президент е на „Евърбред“ – компания за ценообразуване на самолетни билети. Тя е частично финансирана от „Националния фонд за научни разработки на Сингапур“ и от първия инвеститор в Скайп. На 6 август 2014 година компанията е обявена в ликвидация, като в процеса по ликвидация остават неудовлетворени кредитори за 8.7 млн. паунда; по данни от английския търговски регистър. Асен Василев беше обвинен, че е откраднал програмния код и го е продал на китайска компания, без да уведоми останалите собственици на фирмата. Асен Василев отрече тези обвинения.
Съосновател и директор е на „Центъра за икономически стратегии и конкурентоспособност“. Преподавател е в Програмата за икономически растеж и развитие, филиал към Софийския университет „Св. Климент Охридски“.

## Политическа кариера
През 2013 г. е министър на икономиката, енергетиката и туризма в служебното правителство на Марин Райков. От 12 май до 16 септември 2021 г. е министър на финансите в служебното правителство на Стефан Янев.
На 19 септември 2021 г. заедно с Кирил Петков и Даниел Лорер представя новия си политически проект „Продължаваме промяната“.
За участие и в парламентарните избори поради липса на време да регистрират партия, търсят мандатоносител и сключват споразумение с партиите Волт и Средна европейска класа. На 24 септември 2021 година ЦИК регистрира коалиция „Продължаваме промяната“, представлявана от Кирил Петков и Асен Василев. Тя печели вторите предсрочни и трети за годината парламентарни избори в България на 14 ноември 2021 г., получават 673 170	гласа (съответно 25,67 %).
Василев е водач на листата на „Продължаваме промяната“ в Хасково и София 23 МИР за изборите на 14 ноември 2021 г.
На 13 декември е избран за вицепремиер и министър на финансите в кабинета на Кирил Петков. След правителствената криза от юни 2022 година, на 1 юли получава мандата на „Продължаваме промяната“ от президента за съставяне на ново правителство, но го връща неизпълнен поради липса на подкрепа от 121 депутати.

## Съдебни дела
- Любомир Каримански завежда срещу Асен Василев дело за клевета заради коментар на Василев пред Дарик радио от април 2022 г. относно кандидатурата на депутата от ИТН да оглави БНБ на фона на изнесена информация, че докато Каримански е бил шеф на „Инвестбанк“, е подписал документ за изплащане на 1,2 млн. лв. на фиктивен управител на фирма. Василев коментира, че парите са били откраднати и Каримански завежда срещу него иск за обезщетение от 26 хил. лв. През януари 2024 г. искът е частично уважен (за обезщетение от 5 хил. лв.) на първа инстанция.[13]

- Василев от своя страна е ищец по дело за клевета срещу Делян Добрев. Делото е за обезщетение в размер на 250 хил. лв. През юли 2024 г. Василев губи делото на първа инстанция и е осъден да заплати на Добрев 18 хил. лв. разноски.[14][15]
- На 01.07.2025 година  Себастиян Бретшнайдер, кредитор “СТВ кънсълтинг” постига съдебен успех. Към дата 31.12.2020 "СТВ Кънсълтинг" е изпаднала в несъстоятелност. Едноличен собственик на капитала на ЕООД-то и негов управител по това време е бил Асен Василев.[16](на 07 май 2021 той прехвърля дела си на Марио Сотиров) Бретшнайдер съд „СТВ Консълтинг“ за невърнат заем – главница и лихви,  в размер на 3 181 600 долара. Към дата 01.07.2025 Софийски градски съд е признал на Бретшнайдер  правото му да приложи в България окончателно решение, постановено от Международния център за разрешаване на спорове при Американската арбитражна асоциация. По смисъла на това решение “СТВ кънсълтинг” следва да заплати на Бретшнайдер 3 530 400 щатски долара за извършени нарушения по договор за револвиращ кредит.[16]